# Naravas
Naravas o Naravaso fue un noble númida, hábil jinete y estratega del siglo III a. C.
Combatió junto a los rebeldes al comenzar la guerra de los Mercenarios, en el ejército de Spendios. Admirador incondicional de Amílcar Barca, viajó a su campamento junto a dos mil jinetes númidas para unirse a sus tropas (239 a. C.). Impresionado por su valentía, Amílcar le prometió la mano de una de sus hijas.
Sus tropas de caballería ligera resultaron muy útiles a los cartagineses para hostigar a los ejércitos enemigos mediante rápidos ataques, y para desmantelar las líneas de suministros rebeldes. Desempeñaron un importante papel en la batalla de la Sierra, donde el ejército mercenario fue completamente destruido.